# Chou rouge
Forme
Classification phylogénétique

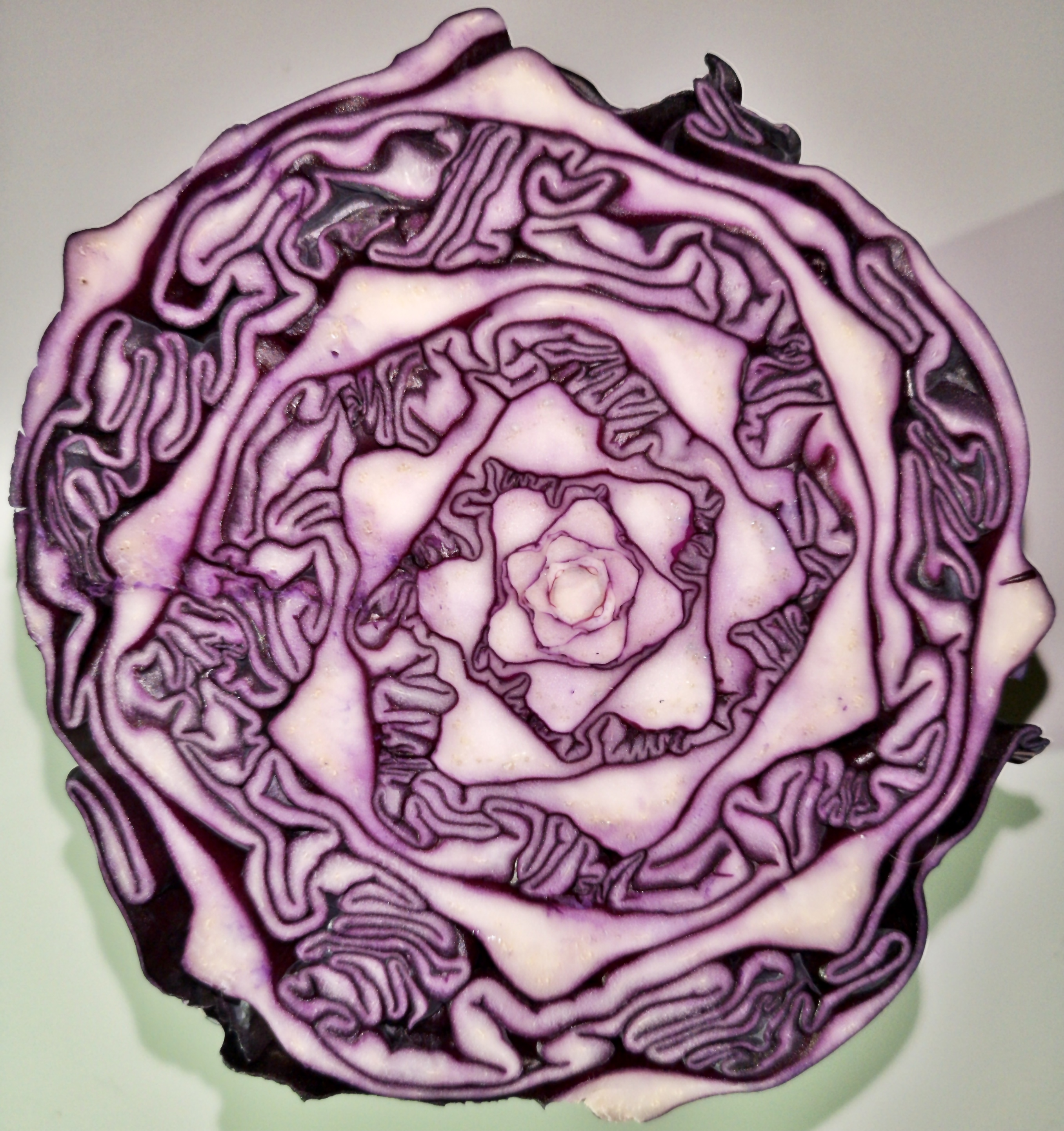
Disposition en spirale des tiges foliaires en coupe horizontale

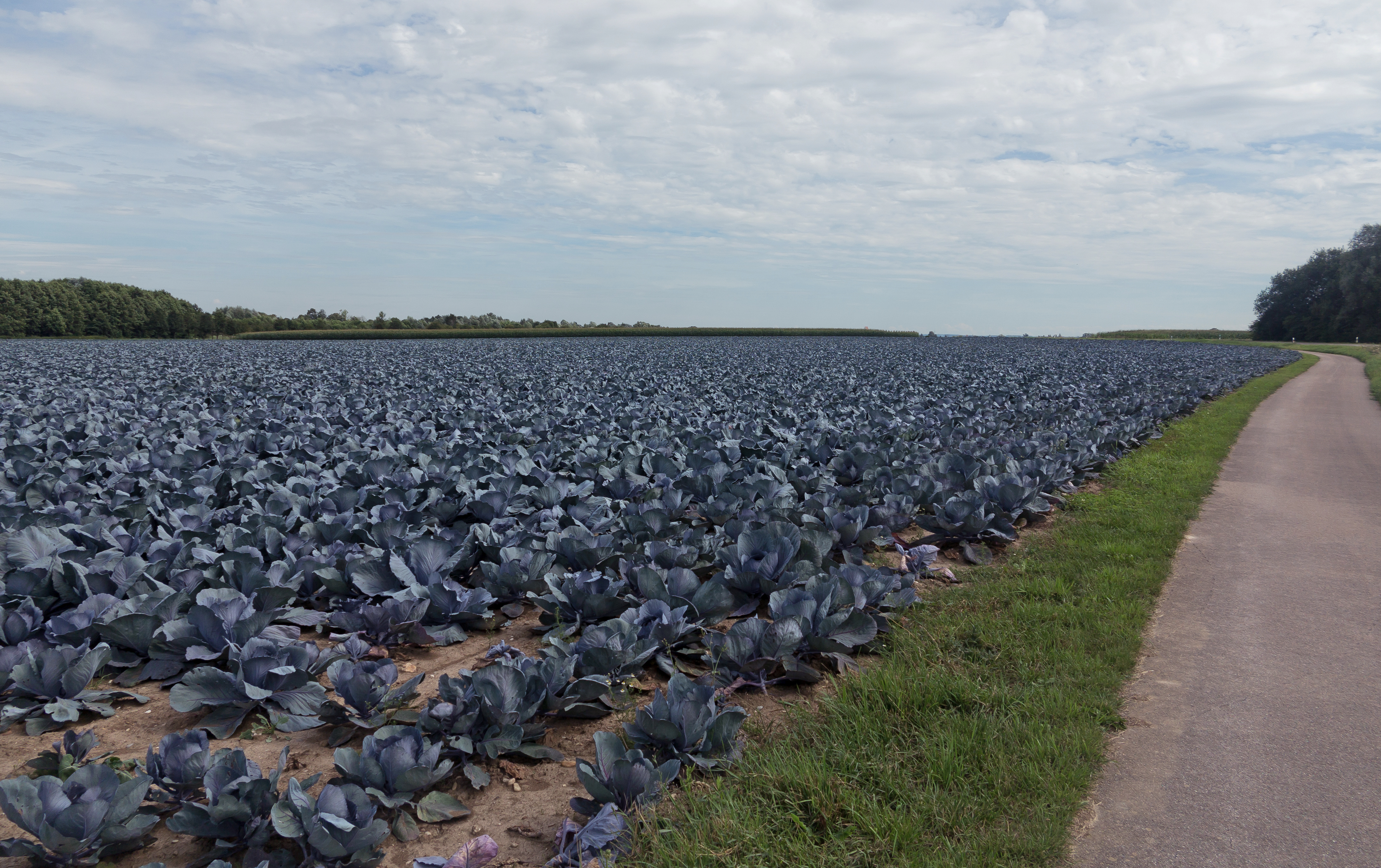
un champ de chou rouge en Souabe.

Le chou rouge (Brassica oleracea var. capitata f. rubra) est une forme  de chou cabus — la plupart du temps de couleur pourpre — aux propriétés culinaires et chimiques diverses.

## Description

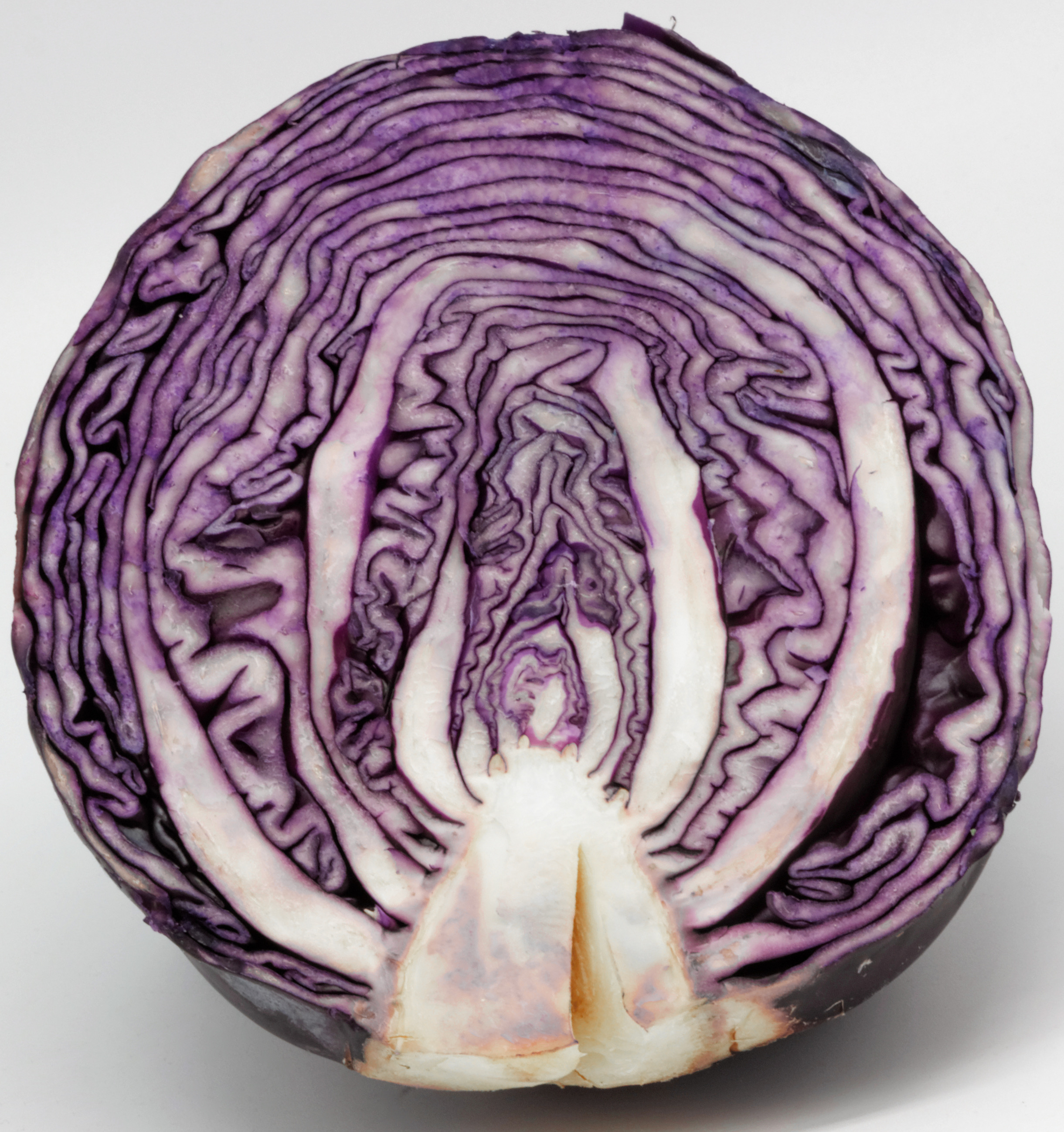
Le cœur d'un chou rouge coupé en deux.

Tête très ferme et lourde, aux feuilles bleu rougeâtre finement nervurées.
La couleur rouge foncé provient de l’anthocyane, pigment naturel des fleurs, des fruits et des feuilles.
La couleur des feuilles du chou rouge varie selon l'acidité du sol, en raison des propriétés acido-basiques de molécules de la famille des anthocyanes qui sont responsables de sa couleur. Cultivé sur des sols acides, le chou rouge prend une teinte plutôt rougeâtre alors que sur des terres basiques, il tend vers des teintes bleutées. Cette propriété fait aussi du jus de chou rouge un indicateur coloré naturel de pH. Cuisiné, le chou rouge tournera normalement au bleu. Pour maintenir une couleur rouge, on peut l'arroser de vinaigre ou le cuire avec des fruits au jus naturellement acide ; inversement, l'ajout d'un peu de bicarbonate de sodium permet de le faire virer au bleu franc, mais lui fait aussi perdre toute consistance si la cuisson se prolonge.
Plus précisément, les anthocyanes du chou rouge sont de la famille de la cyanidine-3-diglucoside-5-glucoside, un hétéroside de la cyanidine. Le chou rouge en contient 2.32 mg/g de matière sèche. Les anthocyanes du chou rouge sont des anti-oxydants, mais leur contribution à la forte activité anti-oxydante totale du chou rouge est faible par rapport aux autres anti-oxydants présents : vitamine C, flavonols, glucosinolates….
Le chou rouge a besoin d'un sol bien fertilisé et d'une humidité suffisante pour se développer. C'est une plante saisonnière qui est semée au printemps et récoltée à l'automne. Le chou rouge se conserve plus longtemps que les autres variétés de chou.
Le chou rouge produit une couche de pruine qui le protège du soleil et de la sécheresse.

## Indicateur de pH
Le chou rouge contient des colorants (les anthocyanes) qui ont la propriété de changer de couleur en fonction du pH. C'est de ce fait le plus populaire des indicateurs de pH naturels, utilisé pour enseigner les réactions acide-base à des élèves dès le collège.
Pour extraire ces colorants, il suffit de porter à ébullition de l'eau contenant des feuilles de chou rouge pour en faire une décoction.
- Le jus en milieu acide devient rose (avec du vinaigre ou du jus de citron).
- Le jus en milieu peu basique (pH ≈ 8) devient bleu (avec du bicarbonate de soude).
- Le jus en milieu basique (pH ≥ 9) devient vert (avec de l'effaceur).

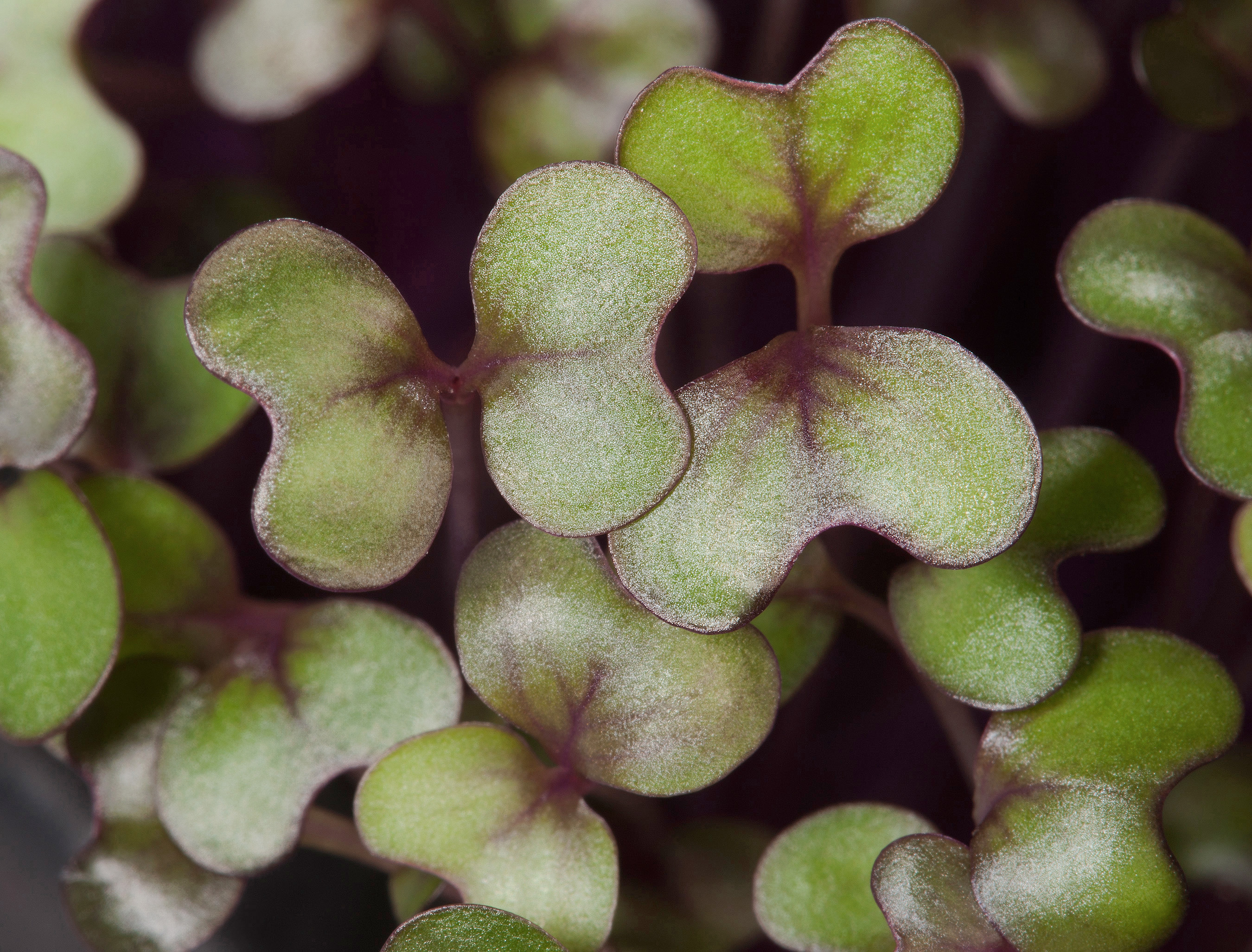
Le chou rouge peut être vendu en micropousses.

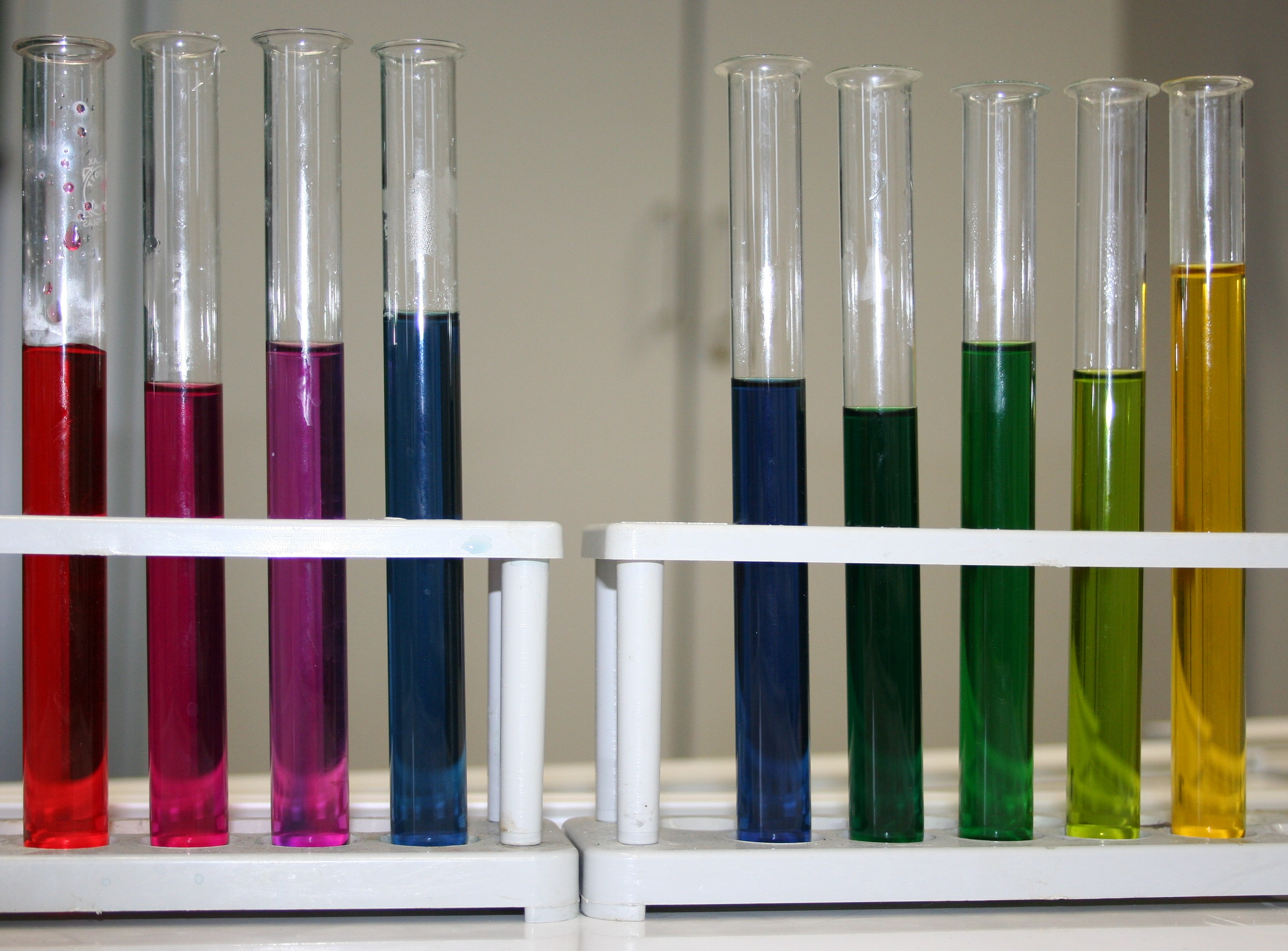
Les différentes couleurs du chou rouge selon le pH (1 - 3 - 5 - 7 - 8 - 9 - 10 - 11 - 13).

En milieu très basique (pH > 12), le pigment devient irréversiblement jaune et ne peut alors plus changer de couleur s'il est remis en milieu plus acide.
L'eau de Javel décolore le jus.
Le chou rouge fonctionne de la même façon que le papier tournesol mais pas avec les mêmes couleurs.